# 1Team
Az 1Team egy dél-koreai együttes.

## Bevezetés
A K-pop, a Dél-Koreából származó zene műfaja viharral vette át a világot. Világszerte hatalmas követést vonzott, a rajongók "K-pop stans" néven ismertek." A K-pop egyik legfontosabb szempontja bálványcsoportjai, amelyek nemcsak bemutatják éneklési és tánckészségüket, hanem megkülönböztetett személyiséget és képet teremtenek maguk számára. Az egyik ilyen csoport az 1Team volt.

## Formáció és debütálás
Az 1Team egy öttagú fiúcsoport volt, amely 2019-ben debütált a Liveworks Company alatt. A tagok, BC, Rubin, Jinwoo, Jehyun és Jung Hoon mind részt vettek a "tizenkilenc év alatti" túlélési showban." A show célja egy új bálványcsoport létrehozása volt a legtehetségesebb és képesebb résztvevők kiválasztásával. Az 1Team debütáló kislemeze a" Hello!" volt. A "Vibe" című debütáló daluk bemutatta a csoport egyedi hangját és stílusát, kombinálva a pop, a hip-hop és az elektronikus zenét.

## Tagok
- Rubin (루빈) – vezető, énekes
- BC (비씨) – rapper
- Jinwoo (진우) – énekes
- Jehyun (제현) – énekes
- Junghoon (정훈) – rapper

## Későbbi kiadások
Az 1Team 2019 júliusában adta ki második kislemezét, a "Rolling Rolling" -t, amely kedvező értékeléseket kapott a rajongók és a kritikusok részéről is. A csoport harmadik kislemeze, a "Make This", amelyet 2019 októberében adtak ki, a csoport stílusának másik oldalát mutatta be, egy addiktív kórusos vidám dallammal. Az 1Team kiadta debütáló mini-albumát, a "Hello!" 2020 márciusában, hat számmal, amelyek megmutatták a csoport sokoldalúságát a zene területén.

## Szétbontás
2021. március 10-én a Liveworks Company bejelentette, hogy az 1Team feloszlott. A bejelentés sokk volt a rajongók számára, akik várakozással tekintnek a csoport jövőbeli tevékenységeire. A Liveworks Company kijelentette, hogy megbeszéléseket folytattak a tagokkal a szerződéseikről, ám végül úgy döntöttek, hogy külön utat választanak. A rajongók szomorúságukat fejezték ki a közösségi média platformjain, emlékezve a csoport egyedi hangjára és személyiségére.

## Örökség
Noha az 1Team karrierje rövid életű volt, zenéjük és előadásaik tartós benyomást hagytak rajongóikra. A csoport egyedi hangja és stílusa megmutatta sokoldalúságát és potenciálját, hogy a K-pop egyik legjelentősebb csoportjává váljon. Zenei videóik vizuálisan lenyűgöző koreográfiát mutattak be, színpadi előadásaik mindig energiával és lelkesedéssel voltak tele. Lehet, hogy a csoport rövid karrierje véget ért, de örökségük zenéjük és a rajongók számára létrehozott emlékek révén él tovább.

## Következtetés
Az 1Team valószínűleg feloszlott, de a K-pop iparára gyakorolt hatásuk továbbra sem tagadhatatlan. A csoport egyedi hangja és stílusa különböztette meg őket a többi K-pop csoporttól, zenéjüket és előadásaikat továbbra is a rajongók ápolják. Noha rövid idő volt az együtt töltött idejük, a csoport K-pop iparra gyakorolt hatását nem szabad elfelejteni hamarosan.

## Koncertek és túrák
- 2019: Debut Showcase: Hello! 1Team
- 2019: The 1st Fan-Con Just
- 2019: 1Team Fan-Con
- 2020: 1Team U.S Tour: Hello! Just One